# Црква брвнара у Семегњеву
Црква брвнара у Семегњеву, насењеном месту на територији општине Чајетина, подигнута је 1927. године и припада Епархији жичкој Српске православне цркве.

## Прошлост и опис цркве
Црква брвнара, подигнута у самом центру села, посвећена је Светом Јовану Крститељу. Њена полукружна олтарска апсида је зидана, док су остали делови храма изведени од дрвета (брвана). Поред главног улаза у храм, на западној страни, постоје и мала споредна врата на северној. Црква осветљавају три прозора на јужној, северној и источној страни. Некадашњи дрвени кров данас је прекривен лимом, а стари дрвени звоник замењен је новим бетонским. У периоду 1995—1998. године потомак ктитора овог храма, Десимир Ђурић из Семегњева, донира обнову звоника, подизање ограде око цркве, откопавање и постављање нових, чвршћих темеља, замену дрвеног пода новим од мозаика и израду олтарске преграде од лучевог дрвета (о чему сведочи спомен-плоча на западној страни цркве).
На иконостасу се налазе новоосликане иконе сликарке Данице Шишовић из Ужица. У истом периоду је и Љубодраг Пековић лично, од својих средстава, а уз помоћ црквеноопштинског одбора и мештана села, увео воду и струју у цркву.

## Основни подаци о ктитору
Црква је задужбина Савке Ђурић из Семегњева, која је поклонила и земљу на којој је храм подигнут. На северном зиду, између врата и прозора, налази се ктиторска плоча на којој пише:Овај свети храм посвећен рођењу светог Јована Крститеља, подиже за вечни помен својих родитеља, оца Јеврема и мајке Станиславе Костић, мужа љубомира, деце Миодрага и Славка, и сестричине Винке, Савка Ђурић из Семегњева.